# Sapindus
Sapindus es un género de alrededor de 5-12 especies de arbustos y pequeños árboles perteneciente a la familia Sapindaceae, nativo de las regiones templadas a tropicales de ambos hemisferios. El género incluye especies caducas y perennes.
Las hojas son alternas de 15-40 cm de longitud, pinnadas, con 14-30 prospectos, con el último ausente muy a menudo. Las flores son de color blanco crema.
Los frutos, llamados "nueces de jabón", son pequeñas drupas de 1-2 cm de diámetro conteniendo tres semillas. Contienen saponina, un detergente natural que se usa para lavar las ropas. Las nueces de la especie Sapindus mukorossi, han llegado a ser una alternativa popular a los detergentes químicos manufacturados. Estos jabones son más seguros para lavar prendas delicadas como, sedas y algodones.
La Sapindus mukorossi, se usa médicamente como expectorante, emético, contraceptivo, epilepsia, y migrañas. También se encuentra en la lista de hierbas y minerales Ayurveda, donde se usa como tratamiento de eczemas y psoriasis.

## Especies
- Sapindus delavayi. China, India.
- Sapindus drummondii (syn. S. saponaria var. drummondii)EE. UU., México.
- Sapindus emarginatus. Sur de Asia.
- Sapindus marginatus Florida a Carolina
- Sapindus mukorossi India, China, Himalaya.
- Sapindus oahuensis Hawái.
- Sapindus rarak. Asia.
- Sapindus saponaria Florida, Antillas, Centroamérica.
- Sapindus tomentosus. China.
- Sapindus trifoliatus India, Pakistán.